# 서울환경헌장
서울환경헌장은 1996년 6월5일 제1회 환경의 날을 맞이하여 지방자지단체 중 처음으로 서울시가 제정한 환경헌장이다. 환경 악화의 원인과 결과, 환경의 지속성 및 환경문제의 광역성, 미래의 도시비전 등을 다루고 원인자 부담원칙 등 서울시민이 지켜야할 5개 행동 원칙으로 구성되어있다.

## 전문
우리 서울은 산과 강이 조화롭게 어우러져 자연경관이 뛰어나게 아름답고 오랜 역사와 문화적 전통이 살아 숨쉬는 시민의 삶의 터전이며, 세계로 뻗어가는 나라의 심장이다.

이곳에서 우리는 역사의 시련을 슬기롭게 이겨왔고, 한강의 기적을 이루었으며, 올림픽으로 인류의 화합에 기여하면서 민주화를 실현해 왔다.

그러나 오늘의 서울은 과도하고, 급격한 인구 집중으로 각종 도시 문제가 누적되었고, 양적 성장위주의 경제활동과 편의주의적 생활양식의 파급으로 생태계와 생활환경이 악화되어 삶의 질이 날로 떨어져 가고있다.

이에 우리는 그윽한 멋과 따듯한 정을 지닌 자랑스런 서울 시민임을 자부하면서 빛나는 문화유산을 고이 가꾸고, 자연과 공생하는 환경을 길이 보전 · 창조함으로써 미래의 후손에 대한 오늘의 소임을 다하고자 한다.

1. 시민생활의 질적 향상과 쾌적한 환경의 확보를 최우선 목표로 한다.

2. 환경문제의 발생을 사전에 막거나 줄이는 예방적 노력에 앞장선다.

3. 도시 개발과 관리는 환경을 우선적으로 고려하고 그 계획의 수립과 집행에는 시민의 참여할 기회를 보장한다.

4. 원인자 부담의 원칙은 지켜 가며 환경친화적 생산과 소비활동을 유도하고 순환 사회의 구축을 위해 노력한다.

5. 환경 문제의 해결을 위한 국내외적 협력과 공동노력을 적극 추진한다.

## 참고 문헌
1. ↑  “서울시 환경헌장 제정 공포”. 연합뉴스. 1996년 6월 4일. 2016년 3월 12일에 원본 문서에서 보존된 문서. 2013년 7월 4일에 확인함.